# 阿克俭
阿克俭（1933年—2022年12月29日），中华人民共和国重庆人，作曲家。

## 生平
1945年考入重庆国立音乐院幼年班，主修小提琴，1953年毕业于中央音乐学院少年班直升本科管弦系，1957年转入上海音乐学院管弦系，1959年任上海交响乐团小提琴演奏员。他的作品有小提琴独奏曲《洪湖赤卫队随想曲》、《千年的铁树开了花》、《花彝之歌》，弦乐四重奏《翻身道情》、《茉莉花》，小型乐队合奏曲《快乐的哆索》，管弦乐《花葬之歌》、《金色的孔雀》等。